# Mesos majors
Els mesos majors eren, en la societat preindustrial, sobretot en l'Antic Règim, els d'abril, maig, juny, és a dir: en els quals anava apropant-se el moment de la collita de cereals (més tardana com més al nord).
Determinaven una alça dels preus atès que s'anaven acabant les reserves de la collita de l'any anterior, sobretot si havia estat escassa i es preveia que la collita per recollir també ho seria. Les deficients comunicacions i la inexistència d'un mercat lliure o d'institucions eficaces de previsió feien impossible evitar-ho. El fet que el pa fos la base principal de l'alimentació, agreujava més aquestes crisis alimentàries, ja que es convertia en objecte d'una demanda inelàstica: es demanda més com més pugi el seu preu (al contrari del que prediu la llei de l'oferta i la demanda per a qualsevol altre tipus de producte); ja que en ser l'aliment més barat (i ho segueix sent malgrat el seu encariment enfront d'uns altres com la carn, en un context d'escasíssima varietat en els aliments quotidians), és una decisió racional, encara que perversa per al funcionament del mercat, augmentar la quantitat de pa i disminuir la quantitat d'aquests altres aliments més cars en la dieta per compondre la mateixa quantitat de despesa monetària, sempre en el límit de la subsistència.
L'escassetat i consegüent carestia determinava la reducció de l'alimentació de les capes populars, la gana i el descontentament social, que moltes vegades acabava produint conflictes, coneguts com a motins de subsistències, moltes vegades aprofitats políticament: Motí dels Gats (28 d'abril de 1699), Motí de Squillace (diumenge de rams de 1766), o la pròpia Revolució francesa (14 de juliol de 1789) es van iniciar en el final de la primavera i començament de l'estiu (en canvi, la Independència dels Estats Units, encara que se celebra el 4 de juliol, no té a veure amb cap protesta similar, com tampoc el Motí d'Aranjuez de 17 de març de 1808).